# Rheum webbianum
Rheum webbianum là một loài thực vật có hoa trong họ Rau răm. Loài này được Royle miêu tả khoa học đầu tiên năm 1839.